# 일마레

일마레(Ilmarë), 또는 Varda I, 정식 명칭 174567 바르다 I, 일마레는 카이퍼대 물체인 174567 바르다의 위성이다. 키스 S. 놀 등에 의해 발견되었으며 2009년 4월 26일 허블 우주 망원경이 촬영하여 2011년에 보고한 발견 이미지를 사용하여 약 0.12초 간격으로 측정되었다. 지름이 326km(바르다의 약 45%)인 이 위성은 해왕성 횡단 천체 중 명왕성 I 카론, 에리스 I 디스노미아, 오르쿠스 I 반스, 하우메아 I 히아카에 이어 다섯 번째로 큰 것으로 알려져 있다. 일마레가 바르다와 동일한 밀도를 갖는다고 가정하면 일마레는 바르다의 질량의 약 8.4%, 즉 약 2.2만큼을 구성하게 된다.